# Puerta de Elvira
Koordinaten: 37° 10′ 55″ N, 3° 35′ 59″ W

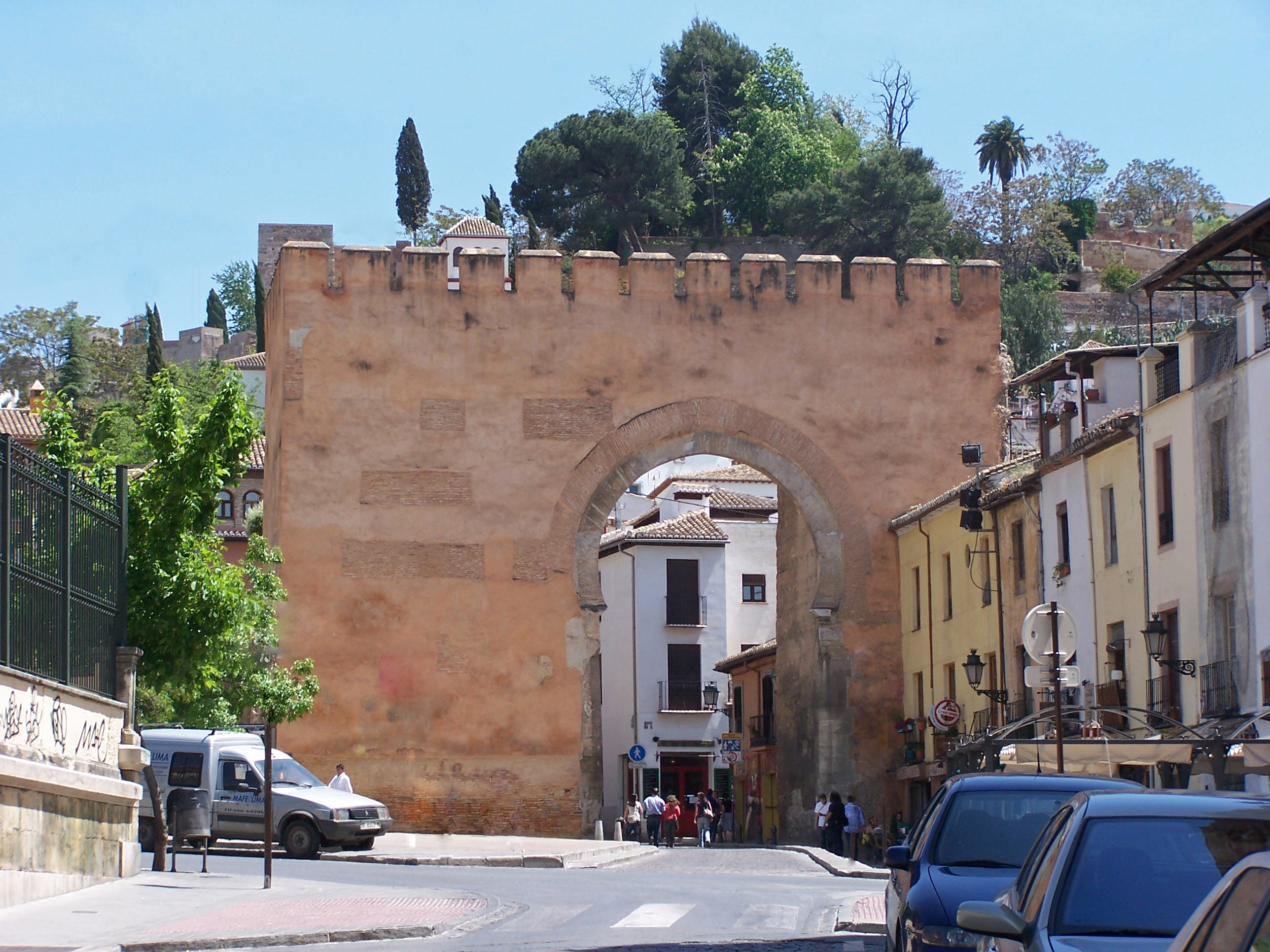
Puerta de Elvira, Blick von der C/ Profesor Emilio Orozco.

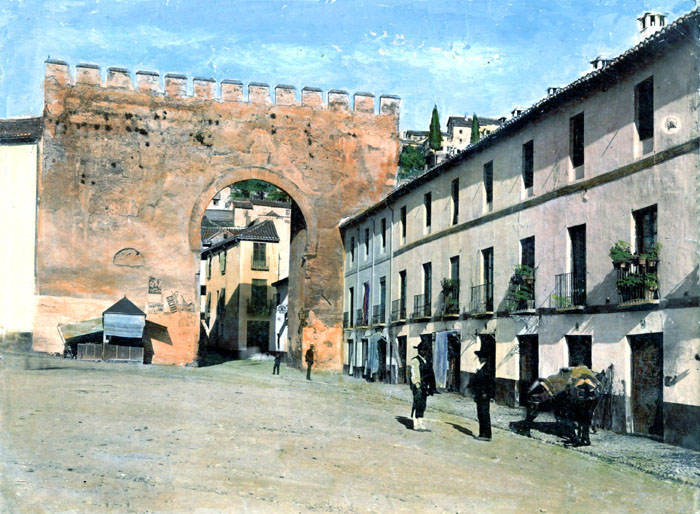
Blick auf die Puerta de Elvira. Rafael Garzón, ca. 1900.

Die Puerta de Elvira, auch Arco de Elvira, war der wichtigste Zugang zur Stadt Granada während der muslimischen Herrschaft; heute ist sie einer der signifikanten Grenzpunkte des Viertels Albaicín, dessen Hügel fast direkt hinter dem Tor ansteigt. Von der Puerta de Elvira führt die Calle Elvira zur Plaza Nueva; die Calle Elvira ist heute eine der beliebtesten Touristenstraßen der Stadt.
Der Name bab-Ilvira bezieht sich auf die Medina Elvira, eine einst bedeutende muslimische Stadt, etwa 10 km östlich gelegen, die um 1020 aufgegeben wurde.
Das Tor wurde im 11. Jahrhundert von den Zīrīden in Auftrag gegeben und später vom Naṣridenherrscher Yusuf I. zu einer festungsartigen Anlage ausgebaut. 1612 wurden die Befestigungen von den christlichen Herrschern zurückgebaut. Heute steht nur noch der äußere Bogen aus der Zeit der Naṣriden.
Die Puerta de Elvira wurde 1896 zu einem spanischen Nationaldenkmal erklärt.

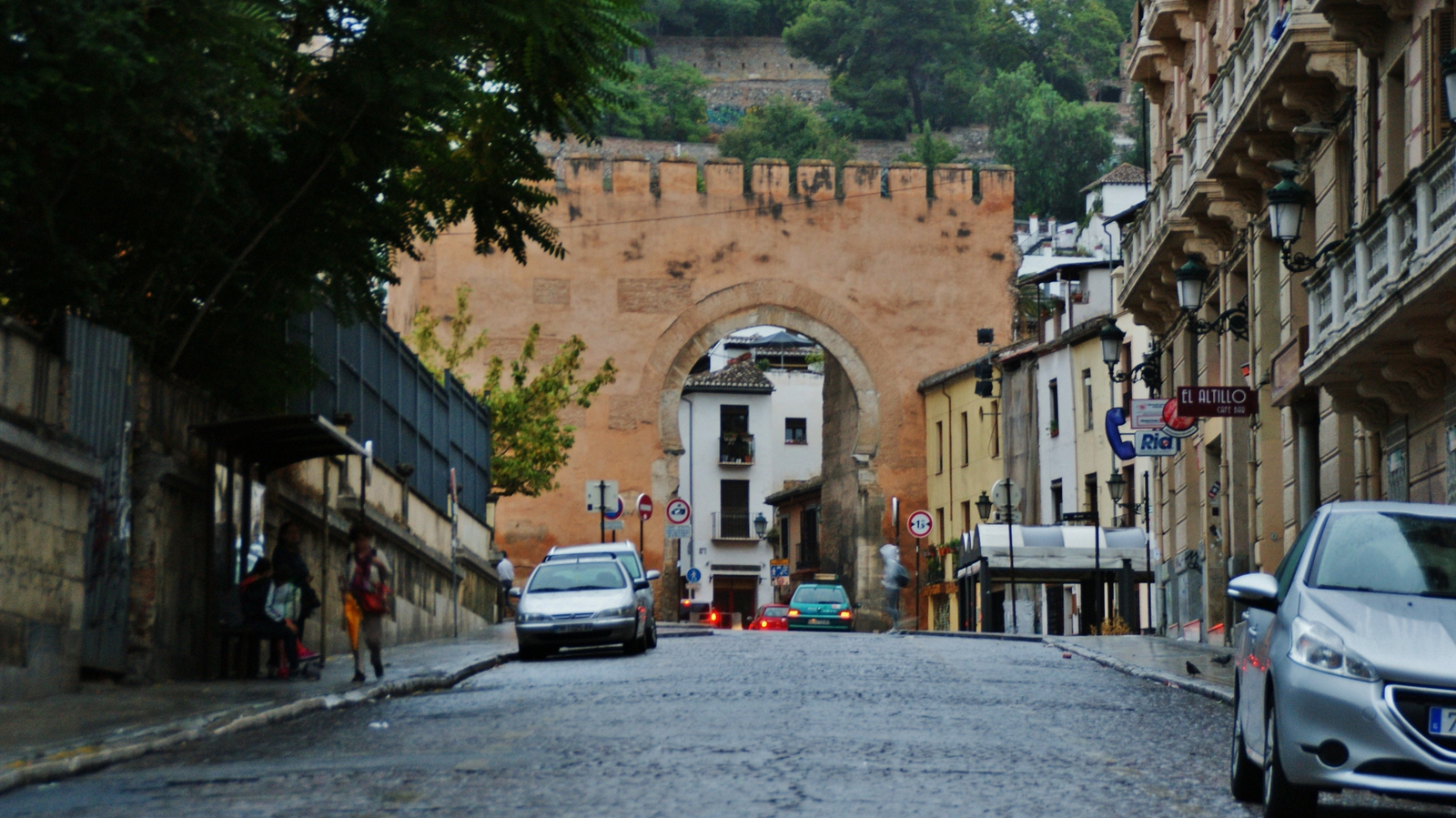
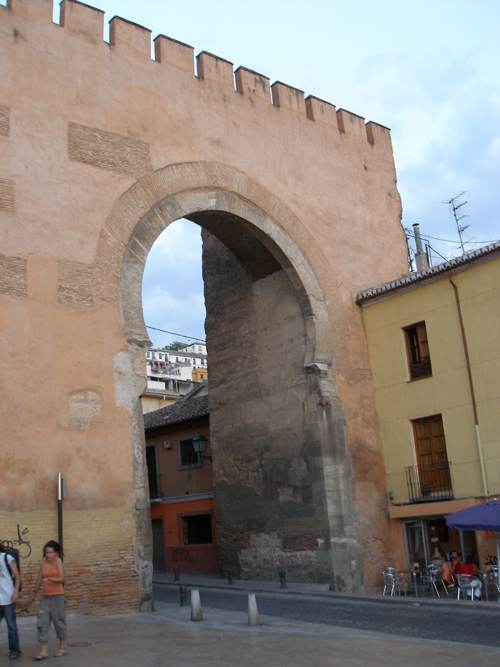
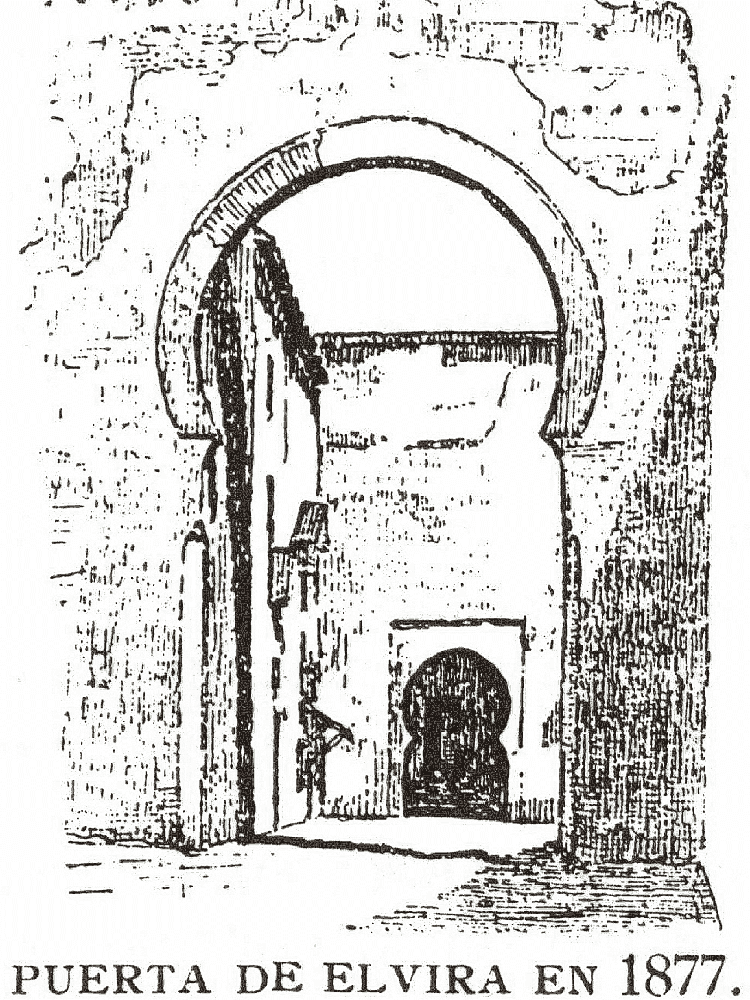